# Севостьяново (Западнодвинский район)
Севостьяново — деревня в Западнодвинском районе Тверской области России. Центр Шараповского сельского поселения, до 2006 года была центром Севостьяновского сельского округа.

## География
Находится в 28 километрах к юго-западу от районного центра города Западная Двина, на правом берегу реки Западная Двина.

## Население
| 2010 |
| ---- |
| 64   |

Население по переписи 2002 года — 89 человек, 37 мужчин, 52 женщины (99 % русские).
В деревне находится контора СПК «Севостьяновский».

## Улицы
Уличная сеть деревни представлена двумя улицами:
- Главная
- Центральная

## История
В 1825 году была построена каменная церковь Казанской Божией Матери. В настоящее время не сохранилась.
В конце XVIII — начале XX века погост Савостьяново и расположенная рядом одноимённая деревня относились к Беницкой волости Торопецкого уезда Псковской губернии. По данным на 1885 год деревне было 8 дворов и 73 жителя, на погосте — 4 двора и 23 жителя.
В 1941 году в деревне было 24 двора.